# Električni romobil
Električni romobil ili e-romobil jest romobil pogonjen električnim motorom u glavini prednjeg ili stražnjeg kotača. Najčešće ima veliku dasku za stajanje. Električni romobili klasificirani su kao vrsta vozila za mikromobilnost, a u nekim mjestima dio su sustava gradskih vozila uporabljivih putem mobilnih aplikacija.
U Hrvatskoj su njihove specifikacije (poput brzine i snage) i upravljanje u prometu regulirani Zakonom o sigurnosti prometa na cestama kao osobna prijevozna sredstva.

## Dijelovi
Električni romobili sastavljeni su od daske za stajanje, stupa s upravljačem, kotača, amortizera, svjetala, baterije, kočnica, računala i motora. Najčešće imaju dva kotača promjera 20 – 28 centimetara koji su s daskom i stupom spojeni pomoću vilica, spojenih za glavinu kotača s obje strane.
Za električne romobile koriste se kotači s jednom od tri vrste guma:
- gume s pneumatikom/zračnicama
- pune gume
- šuplje gume.

Pogonjeni su električnim motorom, zbog čega nemaju potrebe za brzinama. Neki modeli omogućuju i povrat energije putem regenerativnog kočenja. Trajanje baterije i brzina vozila uvelike se razlikuju između modela. 
Brzina većine romobila ograničena je na 25 km/h, što je u Hrvatskoj ujedno zakonsko ograničenje. Neki modeli pak mogu doseći čak 161 km/h, dok im doseg varira od 9 do 200 kilometara.

## Gradski prijevoz
Prvi oblik javnog gradskog prijevoza romobilima omogućila je 2012. američka tvrtka Scoot Networks, koja je pružala romobile niskog dosega. Godine 2016. tvrtka Neuron Mobility uvela je postaje za parkiranje električnih romobila u Singapuru, a već iduće godine tvrtke Bird Global i Lime uveli su gradske električne romobile bez postaja. Od puštanja sustava u promet Santa Monice u Kaliforniji, Bird Global proširio je uslugu na preko 100 gradova, a vrijednost tvrtke porasla je na 2 milijarde USD 2018. godine. Iste je godine Lime dosegao 11,5 milijuna vožnji. Rano 2018. godine pametne romobile uključene u sustav IOT pustila je u promet Bengalurua indijska tvrtka Yulu, koja je 2019. počela pružati i uslugu gradskih električnih romobila. Lyft i Uber uveli su vlastite sustave gradskih e-romobila 2018. godine.
Korištenje e-romobila umjesto automobila posvjedočeno je u stopama od 8 % u Francuskoj do 50 % u Santi Monici.

### Aplikacije
Najam gradskih e-romobila obično se provodi kroz aplikaciju za pametne mobitele. Aplikacije korisnicima pokazuju zemljovid dostupnih romobila u okolini i omogućava njihovo otključavanje. Za plaćanje se koriste usluge poput PayPala. Svaki e-romobil opremljen je GPS sustavom i mobilnom mrežom kojom se prati njihova lokacija. Putem GPS-a i mobilne mreže, vlasničke tvrtke mogu prikupljati statistiku o uporabi i naplaćivati njihovo korištenje prema tome koliko se dugo koriste.

### Sustav za sprječavanje krađe
E-romobili imaju ugrađene sustave za sprječavanje krađe i hakiranja (pri čemu hakeri ukradu romobile i zamjenom sklopovlja prenamjene ih za osobnu uporabu). Korisnici mogu otključati i koristiti romobile samo putem mobilne aplikacije; kad ga prestanu koristiti, mogu ga aplikacijom ponovno zaključati i time zakočiti kotače. Bird i Lime u svoje romobile ugrađuju alarme koji se okidaju kada se romobil prenosi ili se njegovo sklopovlje otvara bez otključavanja putem aplikacije. Lime pritom tvrdi da njihovi romobili imaju posebno sklopovlje koje se ne može zamijeniti kupovnim dijelovima.

### Zaposlenje
Sustavi gradskih e-romobila stvorili su potrebu za gig-radnicima koji traže romobile i pune im baterije. Bird odobrava radnike nakon zaprimanja osobnih, poreznih i bankovnih podataka. Proces ne zahtijeva ekstenzivne provjere i privlačan je izvor prihoda za studente i mlade. Neke tvrtke pružaju i bonuse za pronalaženje nestalih ili skrivenih romobila, no taj je sustav također izazvao namjerne pokušaje skrivanja vozila za veću zaradu. Plaća tih zaposlenika ovisi o tome koliko napune romobil te gdje se nalazi, no uobičajena je zarada 5 – 20 USD po vozilu, dok prosječno punjenje romobila (0,5 kWh) košta 5 centi USD. Natjecanje radnika u prikupljanju romobila dovelo je i do kaznenih djela, poput imitiranja službenika tvrtke kako bi se preuzeli ukradeni bicikli te krađe podataka kroz grupe na Facebooku.
Bird također zapošljava inženjere romobila na tri razine oštećenja: L1, L2 i L3. Osnovna razina L1 ovlaštena je za popravljanje manjih oštećenja kočnica, kotača i regulatora. Zarada ovisi o veličini oštećenja te najčešće iznosi 5 – 20 USD.

## Sigurnost
U Europi, gdje su romobili najčešće ograničeni na brzine između 20 i 25 km/h, ozlijede pri korištenju gradskih e-romobila 2022. za koje je bila potrebna medicinska pomoć procijenjene su na 1,5 – 20,6 ozlijeda na svakih milijun vožnji.
Godine 2025. u Hrvatskoj zabilježen je porast hospitalizacija djece zbog električnih romobila od 285 % u usporedbi s godinom prije, s porastom i ozbiljnosti ozlijeda te trajanjem liječenja (porast od 143 %). U Klinici za dječje bolesti u Zagrebu liječnici su upozorili i na 5 puta više slučajeva teških ozlijeda mozga (potresi mozga, slom lubanje i sl.). Prema podatcima iz prometne policije, većina ozlijeđenih vozača djeca su ili maloljetni, s prosječnom dobi od 14 godina i najmanjom zabilježenom od 8 godina, a najčešće su ozlijede prijelomi ekstremiteta, ključne kosti i ozlijede glave. Najčešći prekršaj zakona jest nenošenje kacige.
Porastom potražnje za e-romobilima te sve snažnijim motorima ugrađenima u njih, broj prometnih nesreća porastao je. U Izraelu je kroz tri godine broj nesreća s e-romobilima i elektičnim biciklima porastao za 6 puta, dok je u Kini zabilježeno 4 puta veći broj ozlijeda i 6 puta veća smrtnost. Studija provedena između 2014. i 2020. godine u određenim bolnicama Los Angelesa pokazala je da su ozlijede na e-romobilima bile slične ozlijedama pri vožnji motocikala, s oko 33 % pacijenata kojima je bilo potrebno osobito mnogo naknadne njege. Smrtnost je, međutim, bila jednaka onoj klasičnih bicikala na pedale. Studija je također pokazala da su vozači e-romobila skloniji rizičnom ponašanju u prometu: vožnji u trakama za motore, vožnji u smjeru nasuprot prometa, i drugim, no s velikom raznolikošću nesreća ovisnima o dobu dana. Rupe u spoznajama uzrokovane su i neprijavljivanjem manjih nesreća, kao i nedostatkom istraživanja ozlijeda uzrokovanim e-romobilima. Sustavi gradskih romobila iz tog razloga imaju sigurnosne uvjete poput obaveznog nošenja kacige, posjedovanja vozačke dozvole, dobnog ograničenja (18+), zabrane vožnje na nogostupima ili s dvije osobe na dasci. Ipak, mnogi korisnici ne prate uvjete korištenja, a razlike u zakonu otežavaju regulaciju.

## Zakon

### Hrvatska
Uporaba električnih romobila u Hrvatskoj je regulirana 30. srpnja 2022. izmjenama i dopunama Zakona o sigurnosti prometa na cestama, gdje ih se (uz segwaye, hoverboardove i električne monocikle) svrstava pod osobna prijevozna sredstva. U tu kategoriju spadaju i legalna su isključivo vozila koja:
- ne pripadaju drugim kategorijama
- nemaju sjedeće mjesto
- imaju motor s radnim obujmom do 25 cm3
- imaju snagu elektromotora do 0,6 kW
- dosežu brzinu do 25 km/h na ravnoj cesti
- imaju najveću konstrukcijsku brzinu do 25 km/h.

Za romobile koji nadilaze zakonom propisane granice i sudjeluju u prometu propisane su novčane kazne uz isključivanje iz prometa.
Zakon tako propisuje da vozači električnih romobila:
- ne smiju biti osobe mlađe od 14 godina (u slučaju prekršaja kazna se upućuje roditelju ili staratelju)
- moraju nositi zaštitnu kacigu
- moraju se kretati biciklističkom stazom ili, u nedostatku staze, po nogostupu smanjenom brzinom uz obavezno korištenje zvona/trube za upozoravanje pješaka
- ne smiju imati više od 0,5 promila alkohola u krvi, niti biti pod utjecajem droga ili lijekova koji utječu na sposobnost vožnje
- ne smiju imati suputnika na vozilu, prevoziti teret ili upravljati vozilom bez ruku
- ne smiju koristiti slušalice na oba uha niti mobitel (osim ako se koristi hands-free sustavom)
- moraju imati bijelo svjetlo na prednjoj, odnosno crveno na stražnjoj strani romobila, uz reflektirajuću odjeću ili oznake u slučaju smanjene vidljivosti
- ne smiju romobil ostavljati bez nadzora na površinama kretanja, već obavezno na mjestima predviđenima za parkiranje.

Kršenje propisa kažnjava se novčanom kaznom od 30 do 160 eura. Godine 2024. PU splitsko-dalmatinska izdala je 582 kazne za prekršaje poput nenošenja kacige te korištenja mobitela i slušalica pri vožnji, dok je 2025. izdala 400 kazni do srpnja.